# Итапипока (микрорегион)
Итапипока (порт. Microrregião de Itapipoca) — микрорегион в Бразилии, входит в штат Сеара. Составная часть мезорегиона Север штата Сеара. Население составляет 206 719 человек (на 2010 год). Площадь — 3 718,919 км². Плотность населения — 55,59 чел./км².

## Демография
Согласно сведениям, собранным в ходе переписи 2010 г. Национальным институтом географии и статистики (IBGE), население микрорегиона составляет:
| Полное население                             | Полное население                             | Полное население                             | Полное население                             | 206 719 |
| -------------------------------------------- | -------------------------------------------- | -------------------------------------------- | -------------------------------------------- | ------- |
| в том числе:                                 | Городское население                          | 101 640                                      | Процент городского населения, %              | 49,17   |
|                                              | Сельское население                           | 105 079                                      | Процент сельского населения, %               | 50,83   |
|                                              | Мужское население                            | 105 036                                      | Процент мужского населения, %                | 50,81   |
|                                              | Женское население                            | 101 683                                      | Процент женского населения, %                | 49,19   |
| Плотность населения, чел/км²                 | Плотность населения, чел/км²                 | Плотность населения, чел/км²                 | Плотность населения, чел/км²                 | 55,59   |
| Население микрорегиона в % к населению штата | Население микрорегиона в % к населению штата | Население микрорегиона в % к населению штата | Население микрорегиона в % к населению штата | 2,45    |

## Статистика
- Валовой внутренний продукт на 2003 составляет 369 366 212,00 реалов (данные: Бразильский институт географии и статистики).
- Валовой внутренний продукт на душу населения на 2003 составляет 2004,25 реалов (данные: Бразильский институт географии и статистики).
- Индекс развития человеческого потенциала на 2000 составляет 0,644 (данные: Программа развития ООН).

## Состав микрорегиона
В составе микрорегиона включены следующие муниципалитеты:
1. Амонтада
2. Итапипока
3. Трайри